# Courtoisina
Courtoisina Sojak é um género botânico pertencente à família Cyperaceae.

## Sinônimos
- Courtoisia Nees (SUH)
- Indocourtoisia Bennet & Raizada (SUS)
- Pseudomariscus Rauschert (SUS)

## Espécies
- Courtoisina assimilis
- Courtoisina cyperoides